# スペースX Crew-5
スペースX Crew-5はNASA商業乗員輸送プログラムにおける、クルードラゴン宇宙船での5回目、有人軌道飛行としては8回目の宇宙飛行ミッションである。国際宇宙ステーションへの4名の乗員を輸送するために2022年10月5日に打ち上げられた。このミッションには2名のNASAの飛行士、1名のJAXAの飛行士および1名のロシア人飛行士が割り当てられた。乗員のうちの3名は、ボーイングのスターライナー計画の遅れを反映して割り当てられた。ニコール・マン船長はボーイングのBoe-CFTミッションから再割り当てされ、ジョシュ・カサダ操縦士とミッションスペシャリストの若田光一はボーイング スターライナー1から移った。アンナ・キキナはソユーズMS-22から再割り当てされた。すでに4回の宇宙飛行を経験しているベテランの若田光一を除く3名にとっては、今回が初めての宇宙飛行となった。

## クルー
今回のミッションは各クルー交代ミッションでNASAの飛行士とロスコスモスの飛行士を少なくともそれぞれ1名搭乗させるためのソユーズ・ドラゴン交換システムの一環として、ロシア人宇宙飛行士のアンナ・キキナが搭乗する初めてのクルードランゴンのミッションとなった。これによって、両国がステーションに存在することが保証され、ソユーズまたは商用乗員機のいずれかが長期間飛行停止になった場合でも、別々のシステムを維持することを可能となった。この飛行は、STS-113に搭乗したニコライ・ブダーリン以来のアメリカの宇宙船でのロシア人宇宙飛行士の飛行であるとともに、アメリカの宇宙カプセルでの初めてのロシア人宇宙飛行士の打ち上げとなった。座席交換は（ロシア側によってのみ）2022年6月に承認された。
正クルー
| 地位                        | 宇宙飛行士                                                    | 宇宙飛行士                                                    |
| --------------------------- | ------------------------------------------------------------- | ------------------------------------------------------------- |
| 船長                        | ニコール・アウナプ・マン, NASA 第68次長期滞在 1回目の宇宙飛行 | ニコール・アウナプ・マン, NASA 第68次長期滞在 1回目の宇宙飛行 |
| 操縦士                      | ジョシュ・カサダ, NASA 第68次長期滞在 1回目の宇宙飛行         | ジョシュ・カサダ, NASA 第68次長期滞在 1回目の宇宙飛行         |
| 第1ミッションスペシャリスト | 若田光一, JAXA 第68次長期滞在 5回目の宇宙飛行                 | 若田光一, JAXA 第68次長期滞在 5回目の宇宙飛行                 |
| 第2ミッションスペシャリスト | アンナ・キキナ, Roscosmos 第68次長期滞在 1回目の宇宙飛行      | アンナ・キキナ, Roscosmos 第68次長期滞在 1回目の宇宙飛行      |

## ミッション
商業乗員輸送計画での5回目のスペースXの実運用ミッションが2022年10月5日 UTCに打ち上げられ、2023年3月11日 UTCに地球に帰還した。
|  |  |

## ソユーズMS-22クルー帰還のバックアップ
微小隕石の衝突によってソユーズMS-22の冷却器に直径0.8mmの穴が開いたことから、ソユーズMS-22の安全性に疑義が呈された。そこで代替機として2023年2月24日にソユーズMS-23が無人で打ち上げられた。
MS-23がISSにドッキングするまでは、スペースX Crew-5が非常の場合にMS-22のクルーを帰還させるオプショとしてみなされていた。これは、スペースXが当初クルードラゴンに7名同時に搭乗することを前提に設計したことから可能となる。これらの理由から、国際宇宙ステーションのミッション管理チームはNASAの宇宙飛行士フランシスコ・ルビオの座席の内張を、ルビオが緊急避難のために宇宙ステーションから地球に戻る必要が発生した場合に備えて救命ボート機能を確保するために、ソユーズMS-22宇宙船からクルードラゴン・エンデュランスに変更することを決定した。内張は2023年1月17日の始めに移され、設置と設定は翌日のほぼ全日を要した。この変更によって、MS-22宇宙船内部の熱負荷が減少してクルー保護能力が向上したので、非常時にはプロコピエフとペテリンがMS-22で地球に帰還することも可能となった。スペースX Crew-5離脱後は、Crew-6宇宙カプセルも緊急避難としてクルーを戻すために機能するように設計されている。
2023年2月26日にMS-23が宇宙ステーションに到着してからは、ルビオの座席内張は新しいソユーズに移され、セルゲイ・プロコピエフとドミトリー・ペテリンの座席内張はソユーズで帰還するためにMS-22からMS-23に移された。